# 西川禕一
西川 禕一（にしかわ よしかず、1933年3月18日 - 2021年2月15日）は、日本の情報制御工学・システム工学者。京都大学名誉教授・工学博士。大阪工業大学第10代学長・名誉教授。システム制御情報学会名誉会員・元副会長。計測自動制御学会名誉会員・元会長。公益財団法人応用科学研究所元理事長。京都高度技術研究所(ASTEM)第4代理事長。瑞宝中綬章受章。
専門は、システム工学・情報制御工学。

## 略歴
1955年京都大学工学部電気工学科卒業（同期には、宇宙物理学者で地球電磁気・地球惑星圏学会会長を務めた木村磐根がいる） 1957年同大学院工学研究科修士課程修了。1960年同大学院博士課程単位修得退学。同年、京都大学工学部助手となり、1962年工学博士（京都大学）。助教授を経て、1972年同大学教授、電気工学科計測制御工学講座を担当。1993年4月から1995年3月まで同大学工学部長・工学研究科長を務めた。1995年4月から1996年3月の間は京大原子エネルギー研究所（現：京都大学エネルギー理工学研究所）所長を務めた。
1996年京都大学を停年退官し、大阪工業大学情報科学部教授として着任。同大学情報科学部初代学部長を務め、情報科学部初期からの研究育成に貢献した。1999年から2007年まで大阪工業大学第10代学長。大阪工業大学名誉教授。
研究面では、主にシステム工学の分野で，システム最適化・システム分析などの応用研究において優れた研究業績を残し、計測自動制御学会会長，システム制御情報学会副会長等の要職を歴任。主な著書は、最適化（共著、岩波書店1982、学術書）、ニューラルネットと計測制御（共著、朝倉書店1995、学術書）など。
これら一連の教育研究活動・学界活動により、2009年瑞宝中綬章受章。
2021年2月15日死去。叙正四位。